# Zorobabel

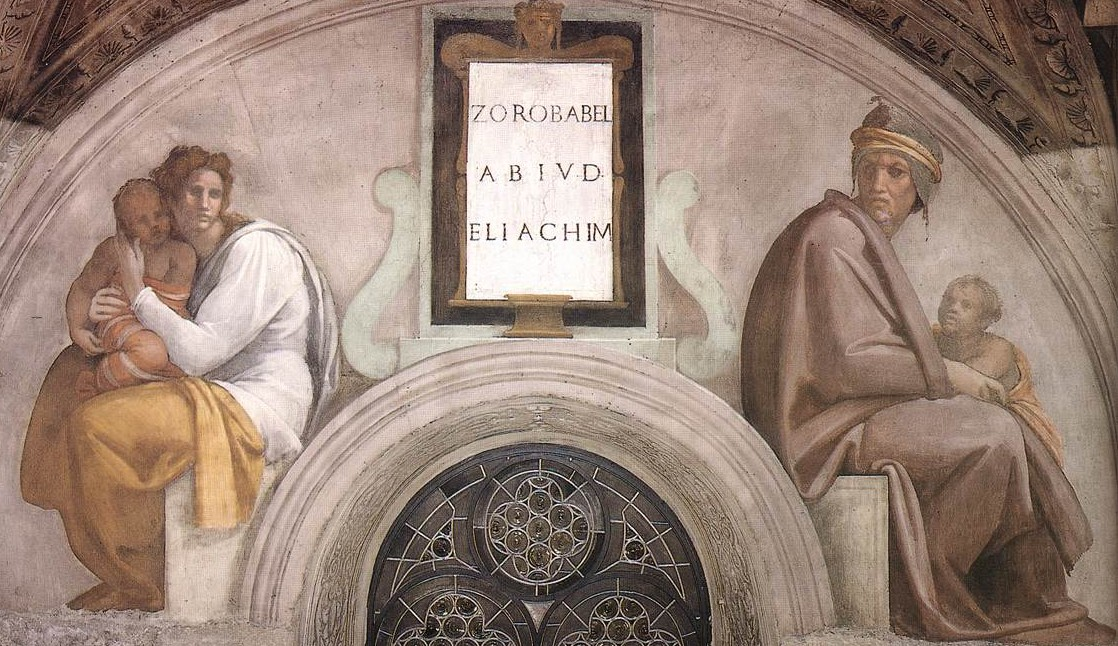
Zorobabel y su familia, incluyendo a su nieto Eliachim. Fresco de Miguel Ángel.

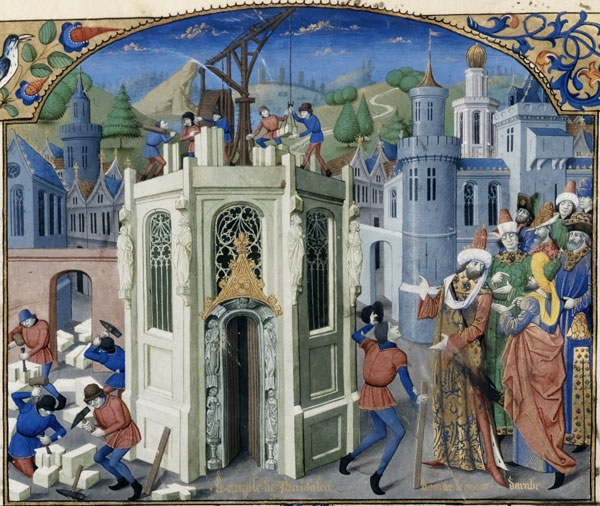
Zorobabel reconstruye el Templo de Jerusalén. Miniatura francesa,

Zorobabel (en hebreo: זְרֻבָּבֶל‎, Zərubbāvel; griego: ζοροβαβελ, Zŏrobabel) personaje bíblico, nieto de  Joaquín y líder de los judíos exiliados que retornaron de Babilonia. Según el Nuevo Testamento es uno de los antepasados de Jesús.
En el reinado de Ciro, condujo el primer grupo de judíos (42.360 personas según la Biblia) que regresaron a Judá después del cautiverio babilónico, fue, también, quien puso los cimientos del Segundo templo en Jerusalén.
Según el historiador musulmán Ya'qubi, Zorobabel recuperó la Torá y los libros de los Profetas, hecho que el judaísmo atribuye a Esdras.

## Etimología del nombre
Zorobabel en hebreo, puede ser una contracción de Zərua‘ Bāvel (en hebreo: זְרוּעַ בָּבֶל‎), que significa "semilla de Babilonia", refiriéndose a un niño concebido y nacido en Babilonia, o bien de Zərûy Bāvel (en hebreo: זְרוּי בָּבֶל‎), que significaría, "el expulsado de Babilonia". 

## Zorobabel en la Biblia

### Hijo de Salatiel
La Biblia Hebrea lista a Salatiel como el primer hijo del Rey Jeconías (Primer libro de Crónicas 3:17). El rey Neo-babilónico Nabucodonosor II exilia a Jeconías de Babilonia y mata al último rey de Judá, tío de Jeconías, el Rey Sedecías. Potencialmente, Salatiel se convertiría en el heredero legítimo al trono, si la monarquía de David hubiese sido restablecida.
Las traducciones de la Biblia hebrea tienen textos contrarios en cuanto a si Zorobabel es hijo de Salatiel o de Pedaía. Varios textos explícitamente llaman "Zorobabel al hijo de Salathiel " (Esdras 3:2, Nehemías 12:1, Hageo 1:1,12,14). Presuntamente, un texto hace Zerubbabel un sobrino de Salathiel (Primer libro de Crónicas 3:17-19): El rey Jeconiah es el padre de Salathiel y Pedaía, entonces Pedaía es el padre de Zorobabel.
Varias especulaciones se crearon para mostrar cómo ambas genealogías podrían ser verdaderas. Una sugiere que Salathiel muriera sin niños y por lo tanto Pedaiah, su hermano, se casó con su viuda, según la ley judía -levirato- en cuanto a la herencia (Deuteronomio 25:5-6). Si es así, Zerubbabel sería el hijo legal de Salathiel, pero el hijo biológico de Pedaiah.
La otra especulación afirma que el título de "hijo de Salatiel" no hace referencia a un hijo biológico, sino de ser un miembro del "hogar" de Salathiel (en hebreo: בית‎, bet). El término hebreo: "padre" (en hebreo: אב‎, av), puede referirse a un padre de familia, similar al término latino paterfamilias. En este sentido, un hombre que es el "padre" de un hogar, hace referencia a que sea el "padre" de sus propios hermanos biológicos, sobrinos y sobrinas, o cualquier otra persona que cohabitate en su "hogar". Zorobabel (y posiblemente su padre Pedaiah) podría ser llamado "hijos de éste" si vivían en el hogar de Salathiel.
Tal vez ambas especulaciones podrían ser ciertas. Zorobabel podría ser el hijo legal de Salatiel y, por tanto, también un miembro de su hogar. En particular, si Salathiel no tenía hijos biológicos, Zerubabbel como hijo jurídico de Salathiel sería el heredero de la familia y por tanto nuevo "padre" con más autoridad que los demás miembros de la familia.
Sin embargo, otra simplemente especulación sugiere que el texto que identifica a Zorobabel como un hijo de Pedaiah podría ser un error escribal. Ocurre en una parte del texto donde el hebreo parece no congruente y, posiblemente, ilegible. Así como también al comparar con diversas traducciones agregan a Joaquín un hijo llamado Asir, que en realidad es un título dado a Joaquín "el cautivo", este podría ser el caso en el que el escriba cometió errores en el traspaso de la información poniendo a Zorobabel y sus hermanos como hijos de Pedaias cuando esta lista era de Zorobabel. (Primer libro de Crónicas 3:16-21). La mención esperada de Salathiel de ser un "padre" parece accidentalmente omitido, y, por tanto, sus hijos se confunden con los de Pedaiah. Puede haber otros problemas con estos versos también.
En cualquier caso, los textos donde Zorobabel se llama "hijo de Salathiel" tienen un contexto que es abiertamente político y parece que Zorobabel hace hincapié en el potencial de la demanda real al trono de la dinastía davídica, por ser el sucesor de Salathiel. Zorobabel se entiende como el sucesor legal de Salathiel, con el título de Zorobabel paralelo al título de sumo sacerdote Jeshua, "hijo de Jozadak", que hace hincapié en Jeshua de la reclamación correspondiente a la dinastía de sumosacerdotes, descendiente de Aarón. Por lo tanto, con un descendiente de David y el otro de Aarón, estos dos funcionarios tienen la autoridad divina para reconstruir el Templo.

### Zorobabel y Sesbasar
En la Enciclopedia Judía se considera si la posible identificación de Zorobabel con Sesbasar, quien podría ser "el príncipe de Judá" y líder del primer gran grupo de exiliados hebreos que regresan a Jerusalén.

## Zorobabel en otros textos
- Receptor de un apocalipsis según el Séfer Zorobabel (Apocalipsis de Zorobabel, siglo VII).Apocalipsis de Zorobabel.[3]

- Desempeña un papel importante en el último trabajo de Sholem Asch titulado El Profeta.[3] Allí se lo presenta como el "Príncipe de Judá" en Tierra Santa. Es uno de los constantes seguidores y mejores amigos del profeta Isaías y desciende de la dinastía davídica.

## Zorobabel en el Nuevo Testamento
En el Nuevo Testamento, Zorobabel es mencionado en el Evangelio de Mateo, en la genealogía de Jesús, es allí que se dice es el hijo de Salathiel (del griego Salathiel). Zorobabel se volvió a mencionar en la genealogía de Jesús de Nazaret registradas en el Evangelio de Lucas, verso 3:27, dice que él es el hijo de Salathiel.